# Pierre Cordier (artiste)
Pour les articles homonymes, voir Pierre Cordier et Cordier (homonymie).
Pierre Cordier, né le 28 janvier 1933 à Bruxelles et décédé le 21 mars 2024 à Bruxelles, était un photographe et artiste plasticien belge.
Il est considéré comme le pionnier de la technique du chimigramme et de son développement comme moyen d'expression artistique.

## Biographie

### Enfance et formation
Pierre Cordier naquit dans une famille d’industriels franco-belges spécialisés dans les produits cosmétiques (dont le vernis à ongles).
Très jeune il s’intéressa au jazz dont la liberté d’improvisation se retrouvera dans ses œuvres.
En 1952, il fit une rencontre déterminante, celle de Georges Brassens alors inconnu. Il l'enregistra et le photographia. Le poète eut une influence profonde sur Pierre Cordier et le soutint en l’incitant à explorer la « route non fréquentée et pleine d’escarpements » qu'il avait choisie.
Après des études en sciences politiques et administratives à l’Université libre de Bruxelles, Pierre Cordier effectua son service militaire qui se termina en Allemagne en 1956. C’est à ce moment qu’une nouvelle voie s’offrit à lui : le chimigramme.

### Le chimigramme
Le 10 novembre 1956, en écrivant avec du vernis à ongles sur du papier photosensible une dédicace à une jeune femme allemande, Erika, Pierre Cordier découvrit, ce qu’il appela par la suite, le « chimigramme ». Cette technique, qui « combine la physique de la peinture (vernis, cire, huile) et la chimie de la photographie (émulsion photosensible, révélateur, fixateur) ; sans appareil photographique, sans agrandisseur et en pleine lumière », devint pour lui une source d’expérimentations et un langage plastique. Elle ouvre un nouvel espace visuel aux confins de la peinture, de la photographie et de l’écriture : « Ce procédé lui permet de créer des images envoûtantes, impossibles à réaliser par d’autres moyens. Travaillant comme un peintre, il remplace la toile par du papier photographique »,.

### La Subjektive Fotografie
Parallèlement à ses recherches, il poursuivit sa carrière de photographe professionnel, qu’il abandonna définitivement en 1967. Ces nouvelles possibilités plastiques intéressèrent quelques figures importantes, dont Otto Steinert (1915-1978), professeur et fondateur de la « Subjektive Fotografie ». Grâce à lui, Pierre Cordier réalisa de nombreux chimigrammes ainsi que des autoportraits photographiques. Ces travaux ont été exposés en 1958 dans le cadre de la Subjektive Fotografie 3 à Cologne.
Durant les années 1960 et jusqu’au milieu des années 1970, Pierre Cordier poursuivit ses expériences : les recherches chromatiques (1961), le photo-chimigramme (1963) et le vernis magique (1972). Il réalisa également des films expérimentaux et devint enseignant à l'École nationale des arts visuels de Bruxelles de 1965 à 1998.
L'exposition au Museum of Modern Art de New York, avec Denis Brihat et Jean-Pierre Sudre, en 1967, fut un événement important à l'époque où la photographie artistique n'était pas encore vraiment acceptée en Europe.

### La Générative Photographie
En 1968, il fut l’un des fondateurs du mouvement « Generative Fotografie » en Allemagne avec Gottfried Jäger. La rencontre avec Aaron Siskind en 1977 fut capitale : ce grand photographe américain devint son père spirituel et l’introduisit auprès de nombreuses personnalités dans la mouvance du New Bauhaus de Chicago.

### Les années 1980-1990 et 2000
À la fin des années 1970, ce fut le début d’une période particulièrement féconde en rencontres, en expositions, et qui correspond aussi à la maîtrise de la technique du chimigramme.
L’année 1988 est emblématique de cette maturité : elle vit l’avènement d’une rétrospective sur le travail de l’artiste au musée d'art moderne de Bruxelles, la réalisation d’une œuvre monumentale dans le métro bruxellois, ainsi que l'entrée de Pierre Cordier à l'Académie royale de Belgique le 6 janvier 1994. Il s'installa dans le sud de la France entre 1992 et 2007. Il rassembla là-bas les matériaux nécessaires à la publication d’une monographie, synthèse de cinquante années de recherches. Depuis la parution de celle-ci en 2007, le Centre Pompidou à Paris et le Victoria and Albert Museum de Londres ont accueilli chacun cinq chimigrammes dans leurs collections. Ceux du Victoria & Albert seront exposés d'octobre 2010 à février 2011.
Ses œuvres, issues de techniques hybrides, sont toujours difficilement classables et posent la question de son appartenance à une famille artistique (du point de vue de l’histoire de l’art). De celles-ci se dégage une véritable mythologie personnelle dont un langage indéchiffrable en serait la clé.

## Œuvres
- 1984 : Chimigrammes, polyptyque en 6 panneaux de 60 x 192 cm, papier photographique, au Musée d'art contemporain en plein air du Sart Tilman (Université de Liège, Belgique)[7]

## Publications
Années 1970 :
- Jean-Claude Lemagny, « Pierre Cordier ou la photographie sens dessus dessous », in catalogue de l’exposition Pierre Cordier, Bibliothèque nationale de France, Paris, janvier 1979.

Années 1980 :
- Helmut Gernsheim, A Concise History of Photography, Dover, 1986.
- Catalogue de l’exposition « Pierre Cordier » aux Musées royaux des beaux-arts de Belgique, Bruxelles, 1988.

Années 1990 :
- Marc-Emmanuel Mélon, article « Pierre Cordier », Encyclopædia Universalis, 1996.

Années 2000 :
- Michel Poivert, « Utopie du chimigramme, Pierre Cordier dans le labyrinthe de l’histoire », Bulletin de la Société française de photographie, n° 10, Paris, 2001.
- Pierre Cordier, Le chimigramme – The Chemigram, éditions Racine, Bruxelles, 2007.